# 粗果庭荠
粗果庭荠（学名：Alyssum dasycarpum）为十字花科庭荠属下的一个种。

## 扩展阅读
- 維基物種上的相關：粗果庭荠